# Pseudopogonogaster mirabilis
Pseudopogonogaster mirabilis es una especie de mantis de la familia Thespidae. Es el único miembro de género monotípico Pseudopogonogaster.

## Distribución geográfica
Se encuentra en el  Ecuador.